# Fabulariidae
Fabulariidae es una familia de foraminíferos bentónicos de la Superfamilia Alveolinoidea, del Suborden Miliolina y del Orden Miliolida. Su rango cronoestratigráfico abarca desde el Cretácico superior hasta la Actualidad.

## Clasificación
Fabulariidae incluye a los siguientes géneros:
- Adrahentina †
- Fabularia †
- Lacazina †
- Lacazinella †
- Periloculina †
- Pseudofabularia †
- Pseudolacazina †

Otros géneros considerados en Fabulariidae son:
- Biloculinites †
- Pseudochubbina †
- Rzehakinella †